# Luling (Louisiana)
Luling és una població dels Estats Units a l'estat de Louisiana. Segons el cens del 2000 tenia 11.512 habitants.

## Demografia
Segons el cens del 2000, Luling tenia 11.512 habitants. La densitat de població era de 240,4 habitants/km².
Per edats la població es repartia de la següent manera: un 29,9% tenia menys de 18 anys, un 8,4% entre 18 i 24, un 30,9% entre 25 i 44, un 21,6% de 45 a 60 i un 9,2% 65 anys o més.
L'edat mediana era de 35 anys. Per cada 100 dones de 18 o més anys hi havia 94,2 homes.
La renda mediana per habitatge era de 56.114 $ i la renda mediana per família de 60.625 $. Els homes tenien una renda mediana de 47.862 $ mentre que les dones 26.869 $. La renda per capita de la població era de 20.439 $. Entorn del 7% de les famílies i el 8,3% de la població estaven per davall del llindar de pobresa.

## Poblacions més properes
El següent diagrama mostra les poblacions més properes.